# FK Krupa
FK Krupa (serb. cyryl.: Фудбалски клуб „Крупа” Крупа на Врбасу) – bośniacki klub piłkarski, mający siedzibę we wsi Krupa na Vrbasu, w gminie Banja Luka na północy kraju.

## Historia
Chronologia nazw:
- 1983: FK Krupa

Klub piłkarski FK Krupa został założony w miejscowości Krupa na Vrbasu w roku 1983.
W rozgrywkach o mistrzostwo Jugosławii zespół występował w niższych ligach regionalnych bez znaczących sukcesów. Po rozpadzie Jugosławii od sezonu 1994/95 również rywalizował w ligach Republiki Serbskiej. W 2013 wrócił do 2 drugiej ligi serbskiej. Od 2014 roku występował w pierwszej lidze serbskiej. W sezonie 2015/16 zajął 1. miejsce w pierwszej lidze serbskiej i awansował do Premijer ligi.

## Sukcesy

### Trofea międzynarodowe
Nie uczestniczył w rozgrywkach europejskich (stan na 31-05-2016).

### Trofea krajowe
Bośnia i Hercegowina
| \| \| Zdobyte trofea w rozgrywkach Bośni i Hercegowiny (stan na: 31-05-2016) \| |                                                                        |      |          |
| Rozgrywki                                                                       | Osiągnięcie                                                            | Razy | Sezon(y) |
| Mistrzostwo                                                                     | I miejsce                                                              | 0    |          |
| Mistrzostwo                                                                     | II miejsce                                                             | 0    |          |
| Mistrzostwo                                                                     | III miejsce                                                            | 0    |          |
| Mistrzostwo                                                                     | ? miejsce                                                              | 1    | 2016/17  |
| Puchar                                                                          | zdobywca                                                               | 0    |          |
| Puchar                                                                          | finalista                                                              | 0    |          |
| Puchar                                                                          | 1/16 finału                                                            | 1    | 2015/16  |
| II liga                                                                         | I miejsce                                                              | 1    | 2015/16  |
| II liga                                                                         | II miejsce                                                             | 1    | 2014/15  |
| II liga                                                                         | III miejsce                                                            | 0    |          |
| Bośnia i Hercegowina                                                            | Zdobyte trofea w rozgrywkach Bośni i Hercegowiny (stan na: 31-05-2016) |      |          |

- Druga Liga Republiki Serbskiej (III poziom):
  - wicemistrz (1): 2013/14 (grupa zachodnia)
- Puchar Republiki Serbskiej:
  - finalista (1): 2014/15

Jugosławia
Nie uczestniczył w rozgrywkach profesjonalnych.

## Stadion
Klub rozgrywa swoje mecze domowe na stadionie FK Krupa we wsi Krupa na Vrbasu, który może pomieścić 1000 widzów.

## Piłkarze
| Nr | Poz. | Piłkarz            |
| -- | ---- | ------------------ |
| –– | BR   | Mladen Ilić        |
| –– | BR   | Jovan Kutić        |
| –– | BR   | Stefan Pupovac     |
| –– | OB   | Stojan Maksimović  |
| –– | OB   | Nemanja Damjanović |
| –– | OB   | Dragan Vuković     |
| –– | OB   | Dušan Mijić        |
| –– | OB   | Radosav Aleksić    |
| –– | OB   | Denis Čomor        |
| –– | PO   | Miljan Ljubenović  |
| –– | PO   | Stefan Stojanov    |
| –– | PO   | Uroš Mirković      |

| Nr | Poz. | Piłkarz             |
| -- | ---- | ------------------- |
| –– | PO   | Zoran Šamara        |
| –– | PO   | Nikola Dujaković    |
| –– | PO   | Irfan Jašarević     |
| –– | PO   | Draško Lolić        |
| –– | PO   | Nebojša Stjepanović |
| –– | PO   | Ajdin Redžić        |
| –– | PO   | Zoran Milutinović   |
| –– | PO   | Enis Sadiković      |
| –– | NA   | Dejan Gavrić        |
| –– | NA   | Elvir Koljić        |
| –– | NA   | Slobodan Milanović  |
| –– | NA   | Ozren Perić         |